# Maschinenfabrik Ulrich Kohllöffel
Die Maschinenfabrik Ulrich Kohllöffel in Reutlingen wurde 1862 gegründet und war von 1898 bis 1913 ein führender Hersteller von Dampfmaschinen.

## Vorzüge
Die Maschinen zeigten schöne Formgebung, gute Konstruktion, präzise und tadellos
saubere Arbeit, sowie äußerst ruhigen Gang; letzterer war auch bei größter Beanspruchung der Maschinen zu beobachten. Die Einzylindermaschinen der Firma hatten oft eine Präzisionsschiebersteuerung, System Rider, die von kräftigen Porterregulatoren
beeinflusst wurde.

## Bekannte Kohllöffel-Dampfmaschinen

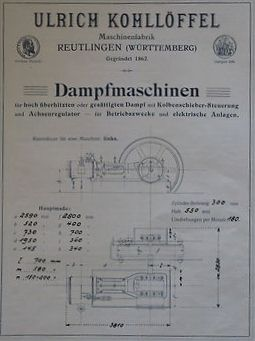
Datenblatt einer alten Dampfmaschine von Ulrich Kohllöffel

Im Reutlinger Industriemagazin steht eine 1886 von der Firma Kohllöffel gebaute Dampfmaschine – eine der ältesten noch erhaltenen in Süddeutschland.
Eine große Dampfmaschine, die 1942 gebaut wurde und mehr als 40 Jahre lang ihren Dienst geleistet hat, ist eines der wichtigsten Ausstellungsstücke im Maschenmuseum in Albstadt-Tailfingen. Die Maschine ist funktionsfähig, und bei Führungen wird der 110 PS starke Generator gern angeworfen.
Eine kleine liegende Maschine mit Gabelrahmen, Kolbenschieber und Achsenregler am freien Ende der Kurbelwelle und ein dazugehöriger 30 kVA Generator von stehen heute im Technischen Museum Heilbronn. Eine liegende Einzylinderdampfmaschine mit Gabelrahmen und Kolbenschiebersteuerung von 1918, die ursprünglich in der Lederfabrik Paul Breuninger in Backnang aufgestellt war, steht heute im Landesmuseum für Technik und Arbeit in Mannheim.
Albert Gieseler in Mannheim besitzt eine Kohllöffel-Dampfmaschine (125 PS, Baujahr 1913), die vom Landesmuseum Mannheim nicht übernommen werden konnte. Daher baute er sie aus und restaurierte sie 1984/85.
Die Ölmühle und Raffinerie von J. Wohlbold Nachf. GmbH in Tübingen-Derendingen besaß neben einer Kohllöffel-Dampfmaschine aus dem Jahr 1919 noch zwei weitere Dampfmaschinen, auf deren ehemalige Existenz auch heute noch der alte Kamin an der Fabrik hinweist.
Julius Denzel beschaffte sich für seine Chemische Fabrik in Tübingen eine Dampfmaschine von der Maschinenfabrik Ulrich Kohllöffel in Reutlingen.

## Export
Absatzgebiete für die Kohllöffel-Dampfmaschinen waren unter anderem Deutschland, die Schweiz, Österreich und Russland.